# Jeanette Rott-Otte
Jeanette Rott-Otte (* 31. Oktober 1945 in Mutterstadt) ist eine deutsche Politikerin (SPD).

## Leben und Beruf
Rott-Otte war Abteilungssekretärin und Mitglied des Betriebsrats bei Giulini in Ludwigshafen am Rhein. Sie war Vorsitzende der DGB-Frauen in Ludwigshafen und später stellvertretende Vorsitzende in Rheinland-Pfalz. Von 2002 bis 2008 war Rott-Otte Vorsitzende des rheinland-pfälzischen Landesverbandes des Deutschen Kinderschutzbundes. 2008 wurde sie mit dem Verdienstorden des Landes Rheinland-Pfalz ausgezeichnet.

## Politik
1987 wurde Rott-Otte zur Vorsitzenden der SPD-Frauen in der Pfalz gewählt. Im gleichen Jahr wurde sie Abgeordnete des rheinland-pfälzischen Landtags, dem sie bis 1994 sowie nochmal von 1996 bis 2001 angehörte. Von 1991 bis 1994 war sie Staatsministerin für die Gleichstellung von Frau und Mann im Kabinett von Rudolf Scharping und anschließend bis 1996 Staatssekretärin im Ministerium für Kultur, Jugend, Familie und Frauen.